# 인지적 왜곡
인지왜곡(cognitive distortion)은 우울(depression)이나 불안(anxiety)과 같이 심리사회적 요소(psychological factor)의 영향이 큰 정신병리학적 상태의 발현 및 지속 과정에서 나타나는 과장된 혹은 비이성적인 사고 유형이다. 정신과의사 아론 벡(Aaron T. Beck)은 인지왜곡 연구의 기초를 다졌고, 그의 제자 데이비드 번스(David D. burns)가 연구를 계속 이어나갔다. 번스는 자신의 저서 『Feeling Good : the new Mood Therapy』(한국어판 :  데이비드 D. 번스 지음, 차익종•이미옥 옮김, 『필링 굿』, 아름드리미디어, 2011.3)에서 인지왜곡과 그 소멸에 관한 개인적인 일화 및 치료 과정에서 발생한 이야기들을 설명하였다.
인지왜곡은 현실을 잘못 인식하게 하는 사고를 말한다. 벡의 인지모델(cognitive model)에 의하면, 부정적 도식(negative schema 혹은 schemata)이라고도 하는, 현실에 대한 부정적인 시각은 정서 장애(emotional dysfunction) 관련 증상이나 주관적 행복감의 결여를 가져다주는 요소이다. 특히 부정적 사고 유형은 부정적인 정서와 사고를 강화한다. 힘든 상황을 겪는 과정에서 발생하는 왜곡된 사고는 세상에 대한 부정적 시각을 강화하고 우울하거나 불안한 정신상태를 낳는다. 절망이론(Hopelessness theory)과 벡의 이론에서, 한 개인이 자신의 경험에 부여하는 의미나 해석은 그 사람이 앞으로 우울해질지 여부, 그리고 반복되거나 장기지속되는 심각한 우울삽화(episodes of depression)를 겪을지 여부를 결정한다. 인지왜곡에 문제를 제기하고 이를 바꾸려는 노력은 인지행동치료(cognitive behavioral therapy, CBT)의 핵심 요소이다.

## 역사
1957년, 알버트 엘리스(Albert Ellis)는 인지왜곡을 바로잡고 데이비드 번스가 『The Feeling Good Handbook』을 저술하는데 간접적으로 도움을 주는 데에서 인지치료(cognitive therapy)를 돕게 된다. 엘리스는 '합리적 신념의 ABC 기법(ABC Technique of rational beliefs)'이라는 것을 개발한다. A는 '사건의 활성화(Activating event)', B는 '비이성적인 신념(Beliefs that are irrational)', C는 '그런 신념에서 빚어지는 결과(Consequences that come from the belief)'을 의미한다. 엘리스는 사건의 활성화가 정서적 행동(emotional behavior)이나 영향들을 유발하는 것이 아니라, 개인의 신념과 사건에 대한 비합리적인 인식이 그런 영향을 돕는 것임을 증명하고자 했다. 이 모델을 가지고 엘리스는 합리정서행동치료(Rational Emotive Behavior Therapy, REBT)를 사용하여 보다 합리적으로 환자들이 자신의 경험을 재구조화(reframe)하거나 재해석(reinterpret)하도록 하고자 했다. 이 모델에서, 엘리스는 자신의 내담자들을 위해 이를 설명하였으나, 벡은 내담자들이 스스로 찾아내도록 하였다. 환자들이 마음에 떠오르는 대로 말하게 하는 가운데 정신분석을 하였을 때, 벡은 왜곡된 사고 과정들이 자동화되어 나타나는 것을 처음 발견하였다. 벡은 환자들이 자동적으로 튀어나오는 비합리적인 공포나 사고, 인지가 있음을 알아차렸다. 벡은 환자들이 가지고 있지만 보고하지 않은 자동화된 사고과정이 자신에게도 있음을 알게 되었다. 왜곡된 사고는 그 자체로 모순되며 오류가 매우 많았다.
벡은 부정적 도상이 발생하고 시각과 행동에서 그것이 드러난다고 생각했다. 왜곡된 사고 과정은 자기를 폄하하고 자기 외부의 사소한 방해거리를 확대시키는 것에 초점을 맞추며, 타인의 악의없는 말을 나쁜 의도에서 나온 것이라고 생각하면서도 동시에 자신을 열등하게 바라보는 것을 겪게 된다. 자신을 돌보고 즐거움을 찾아 그런 생각을 버리려는 바람이 줄어들면서, 이러한 왜곡된 인지는 행동에서 드러나게 된다. 행동을 통해 강화된 부정적 도상들은 자동화되면서 반성의 시간을 주지 않기 때문에, 왜곡된 인지들로 인해 빚어지는 과장된 인식이 현실적이고 적합한 것이라고 느껴지게 된다. 이러한 순환과정은 '벡의 인지 3요소(Beck's Cognitive Triad)'라고도 불리는데, 이는 개인의 부정적 도상이 자기는 물론 미래와 환경에도 적용된다는 이론에 초점을 두고 있다.
1972년, 정신과의사이자 정신분석학자이며 인지치료연구자인 아론 벡은 『우울 : 원인과 치료(Depression: Causes and Treatment)』를 출간하였다. 벡은 기존의 프로이트식 우울증 치료에 불만이었는데, 프로이트식 정신분석을 뒷받침 해줄 실제 증거가 없었기 때문이다. 벡의 책은 우울증의 종합적 실증적 이론 모델들 제시하고 잠재적 원인과 증상 및 치료법을 제시하였다. 2장 "우울증의 증상학(Symptomatology of Depression)"에서 벡은 우울증에 대한 인지상의 징후(cognitive manifestations)라는 것을 설명하면서, 낮은 자기가치감(low self-valuation), 부정적인 기대감(negative expectation), 자책(self-blame), 자기비판(self-criticism), 우유부단(indecisiveness), 신체상 왜곡(distortion of body image)을 꼽았다.
1980년 번스는 『Feeling Good : the new Mood Therapy』를 출간하면서, 왜곡된 사고에 대한 벡의 접근법을 널리 알리고 대중화하였다. 번스의 책은 400만부 넘게 팔렸다. 이 책은 우울을 유도하는 인지왜곡을 갖고 있는 환자를 처방하는 것이었다. 벡은 자신이 정신분석적 정신의학의 학생이자 종사자로서 이제 막 출발한 이래로 행해져 온 폭넓은 조사연구들을 단순화하여 사람들이 우울증을 고칠 수 있다면서 이 책을 인정하였다. 9년후, 벡의 연구를 참고하여 『The Feeling Good Handbook』이 출간되었다. 이 핸드북은 열 가지 인지왜곡 사례를 들고 있다.

## 인지왜곡 사례
아래 인지왜곡 사례는 자동적 사고(automatic thinking) 범주이며 논리적 오류(logical fallacies)와는 다르다.

### 1. 이분법적 사고
이분법적 사고(All-or-nothing thinking)는 분열(Splitting), 흑백논리(Black-and-White Thinking), 극단적 사고(Polarized Thinking)라고도 한다. 이들은 말 그대로 삶을 검거나 하얀 것으로만 판단한다. 성공이거나 실패, 좋거나 나쁠 뿐이며 중간이 없다. 비판하고자 하는 사람만 있기에 극단적인 사람은 완전한 실패라고 스스로를 판단하는 경향에 빠지게 된다. 양극단적 사고를 가진 사람은 적당히 좋거나 부분적 성공이란 것이 없다.
- 『필링 굿 핸드북(The Feeling Good Handbook)』 사례 : 한 소녀가 아이스크림 한 스푼을 먹는다. 소녀는 다이어트가 완전히 실패했다고 생각한다. 소녀는 매우 우울해져서 아이스크림 한 쿼트를 다 먹는 것을 관둔다.

이 사례는 왜곡의 극단적 성격을 보여준다. 이들은 완벽하지 않으면 완전히 부적절하다고 생각한다. 이런 인지왜곡을 극복하기 위해, 번스는 세상을 회색 빛깔로 생각할 것을 제안한다. 사례의 소녀는 아이스크림 한 스푼을 먹었다고 해서 완전히 실패했다고 생각할 게 아니라, 다이어트에 들인 노력이 부분적 성공을 거두었다고 생각할 수 있을 것이다. 이런 인지왜곡은 완벽주의자에게서 흔히 보인다.

### 2. 과잉일반화
과잉일반화(Overgeneralizing)는 불충분한 증거를 가지고 성급한 일반화(hasty generalization)를 하는 것이다. 부정적인 사건 하나를 무한반복되는 실패로 규정한다. 사건이나 증거 하나만 가지고서 큰 결론을 내린다. 나쁜 일이 단 한 번 일어남에도 계속해서 그 일이 일어날 것이라고 생각한다.
- 사례1 : 한 젊은 여성이 첫 데이트 이후 두번째 데이트는 신청받지 못했다. 그녀는 미쳐버릴 듯이 자기 친구에게 "매번 이런 일만 일어나. 사랑 따위 다신 안 할거야!"라고 말한다.
- 사례2 : 외롭게 지내는 한 여성은 집에서 대부분의 시간을 보낸다. 친구들은 저녁식사를 하고 새로운 사람을 만나라고 제안한다. 여성은 시도하는 것조차 무의미하다고 생각한다. 아무도 그녀를 좋아하지 못하게 된다. 어쨌든 모든 사람이 똑같이 옹졸하고 이기적이다.

이 인지왜곡을 극복하기 위해선 어떤 상황에 대한 적절한 분석을 시행함으로써 "증거를 시험해보는 것(Examine the Evidence)"이 좋은 방법 중 하나이다. 필요하다. 이는 어떤 처지나 환경에 대한 과장을 피하는데 도움을 준다.

### 3. 필터링
필터링(Filtering)은 어느 한 상황에 있어서 부정적인 부분에만 집중하고 긍정적인 부분을 걸러내는 것을 말한다.
- 사례 : 앤디는 직장에서 한 프레젠테이션에서 약간의 비판과 함께 대부분 칭찬과 긍정적인 피드백을 받았다. 며칠 뒤 앤디는 이 부정적인 반응에 집중하여 자신이 받았던 모든 긍정적 반응을 잊는다.

번스의 핸드북에서는 필터링이 '비커 안의 물을 변색시키는 잉크 한 방울'에 비유된다. 필터링 극복 방안은 비용 편익 분석(cost-benefit analysis)이다. 이들은 가만히 앉아서 긍정적인 생각을 걸러내고 부정적인 생각에 집중하는 것이 장기적으로 자신에게 도움이 되는지 해가 되는지를 평가해야 할 것이다.

### 4. 긍정격하
긍정격하(Disqualifying the positive)는 긍정적인 경험들이 아무런 동기나 명분이 되지 않는다고 고집하면서 긍정적인 경험을 거부하는 것을 말한다. 일상의 경험과 모순됨에도 부정적인 신념은 유지한다. 긍정격하는 인지왜곡에서 가장 흔한 오류이다. "언제나 옳다"라고 분석되기도 하는데, 이는 사람이 이분법적으로 자기판단을 하는 인지왜곡 유형이다. 이런 상황에 처한 사람들은 우울함을 보인다. 사례는 다음과 같다.
- "나는 제인만큼 좋은 사람이 되지 못해."
- "누구라도 할 수 있었던 거야."
- "저들은 내가 착해서 축하해주고 있는 것 뿐이야."

### 5. 예단
예단(Jumping to conclusions)은 증거가 거의 없는 상황에서도 미리 결론을 내리는 것을 말한다. 보통은 부정적인 결론을 내린다. 두 하위유형이 있다.
- 독심술(Mind reading) : 타인의 행동이나 비언어적 의사소통을 통하여서 가능하거나 예상되는 생각을 추측하는 것이다. 대개는 부정적인 생각이다. 그 사람에게 질문하지 않고 최악의 상황을 상정하고 그에 대한 예방책을 취한다.
  - 예시1 : 한 학생이 자신의 글에 대한 독자들이 이미 마음을 정해두었다고 생각해서, 글을 쓰는 것이 무의미한 게 되었다.
  - 예시2 : 케빈은 점심시간에 혼자 앉아 있어서 모두가 그를 패배자라고 생각한다고 추측한다. 이는 자기 충족적 예언(self-fulfilling prophecy)을 부추긴다. 주변 모두가 자신을 부정적으로 생각하고 있다는 두려움에 케빈은 사회적 접촉을 하지 않을 것이다.
- 예언자적 사고(Fortune-telling) : 사건의 부정적 결과를 예측한다.
  - 예시 : 우울한 사람은 자신이 결코 나아지지 않을 거라고, 평생 우울하게 지낼 거라고 스스로 말한다.

이러한 인지왜곡을 극복하는 한 방법은 "이것이 사실인 경우, 그것이 나나 그들에 대한 더 많은 걸 보여주고 있는가?"라고 질문하는 것이다.

### 6. 극대화와 축소화
극대화와 축소화(Magnification and minimization)는 실패, 약점, 위협이라고 생각하는 것에 비중을 두고, 성공, 강점, 기회라고 생각하는 것에 중요성을 덜어서, 타인이 부여하는 중요도와 차이를 둔다. "두더지가 파놓은 흙둑으로 산 만들기(making a mountain out of a molehill)"과 같은 것이다. 우울증 환자는 타인의 긍정적인 성격을 과장하고 부정적인 성격을 저평가하는 경우도 있다.
- 파국화(Catastrophizing) : 예상되는 결과들 중에 최악의 결과에 비중을 두는 것이지만, 상황이 불편한 것에 불과한데도 상황을 견디기 힘들거나 불가능한 것으로 인식하는 것을 의미하기도 한다.

### 7. 감정적 추리
감정적 추리(Emotional reasoning)는 느낌(feeling)이 사물의 실체를 드러내고, 현실을 감정과 연결된 사고가 반영된 것으로서 경험한다고 믿는 것이다. 오직 느낌에만 의존하여 사실을 믿는 것이다.
- 예시 : 나는 내가 어리석다고 느낀다. 그러므로 나는 어리석은 것이 분명하다. 비행기 안에서 공포를 느꼈기에 비행기는 위험한 여행 수단이라고 생각한다. 집청소를 해야한다는 것에 큰 부담을 느껴 청소를 시작하는 것도 소용없다고 생각한다.

### 8. 당위적 명령
당위적 명령(Making "must" or "should" statements)은 인지행동치료(CBT)의 초기 형태이자 알버트 엘리스가 창시한 자신의 합리정서행동치료(REBT)에 포함시킨 것이다. 엘리스는 이를 musturbation이라고 표현하였다. 마이클 그러햄(Michael C. Graham)은 이를 "세상이 지금보다 더 달라지길 바라는 것(expecting the world to be different than it is)"이라고 표현하였다. 이는 실제상황과는 상관없이 특정한 성취나 행동을 요구하는 것으로 비춰질 수 있다.
- 예시 : 공연 후 피아니스트가 실수해선 안되었다고 자책하는 것
- 『필링굿』 : 『The New Mood Therapy』에서 데이비드 번스가 병적인 당위 진술(should statements) 및 도덕율 명령(moral imperatives), 그리고 사회 규범과의 구분을 명확하게 하였다.

관련 인지왜곡으로는 엘리스의 합리정서행동치료에도 등장하지만, 끔찍한 상상하기(awfulize)가 있다. 미래의 일에 대하여, 현실적으로 긍정적 부정적인 측면을 모두 고려하기보다는 끔찍할 것이라고 말하는 것이다. 번스에 따르면, 스스로에게 죄책감과 분노를 느끼게 하기에 당위 진술은 부정적이라고 말한다. 일부 사람들은 이를 타인에게 적용하여 자신이 했어야 할 일을 타인이 하지 않을 때 분노와 좌절감을 느끼기도 한다. 또한 번스는 이러한 사고유형이 어떻게 반항적 사고(rebellious thoughts)를 일으키는지 언급한다. 즉 당위성을 가지고 어떤 일에 자신을 채찍질하듯 몰아넣으면, 정반대의 것을 바라게 된다는 것이다.

### 9. 개인화와 질책
개인화(Personalization)는 개인이 실제로 어떤 상황에 대한 통제 수준에 맞지 않는 개인적인 책임을 돌리는 것을 말한다.
예1) 수양 자녀가 자신은 충분히 사랑받지 못한다고 생각하여 입양되지 못했다고 생각한다.
예2) 아이가 나쁜 점수를 받아왔을 때 부모가 자기가 좋은 부모가 되지 못하였기 때문이라고 자책한다.
질책(Blaming)은 개인화의 반대이다. 자기 자신보다는 타인을 질책하는 것이다. 이런 식으로 사람은 개인적 책임을 취하지 않고 피해의식(victim mentality)을 갖는 것이다.
예) 결혼 생활의 문제를 온전히 상대 배우자에게 전가하는 것

### 10. 항상 옳다는 생각
틀리다는 생각을 하지 않는 것을 말한다. 자신의 행동이나 생각이 옳다는 것을 적극 증명해 보이면서, 때로는 타인의 감정보다 자신의 이익을 우선시하기도 한다. 자신의 주변에 있는 진실은 옳으면서도 타인의 의견과 관점은 항상 틀리다는 것이다.

### 11. 변화의 오류
변화의 오류(Fallacy of change)는 타인으로부터 협조를 구하는데 필요한 사회통제(social control)에 의존하는 것이다. 이러한 사고오류의 저변에 깔린 것은 한 사람의 행복은 타인의 행동에 달려있다는 것이다. 즉 자신의 이익에 부합하고자 타인이 자발적으로 바뀌어야 하며, 타인을 변화시키고자 압박하는 것이 옳다는 것이다. 양자가 자신들의 존재적 측면을 바꿀 때 행복, 사랑, 신뢰, 완벽함이 가능할 것이라고 믿는 관계에서 뚜렷하게 나타난다.

### 12. 공평의 오류
공평의 오류(Fallacy of fairness)는 삶이 공평해야 한다는 것을 말한다. 삶이 불공평하다고 생각되면 분노 감정 상태가 되며 이는 상황을 바꾸려는 시도를 낳게 된다. 보편적 정의(universal justice)가 적용되거나 제외되는 상황들이 있다. 영단어 'justice'는 후기 고대 영어 (the late Old English)에서 '법의 관장(adminstration of the law)'이라는 뜻이었다. 공평과 정의는 문화, 민족, 국가에 따라 다르며, 어떤 상황에서든 다양하게 존재해야 하는 것이다.

### 13. 낙인과 잘못된 명명
낙인(Labeling)과 잘못된 명명(Mislabeling)은 과잉일반화 형태로, 다른 사람의 어느 한 특정 행동을 하나의 속성(attribute)이 아니라 그 사람의 성격(character)으로 규정하는 것을 말한다. 한 행동이나 상태에 대하여 상황에 따라 발생한 것 혹은 부차적인 것이라고 생각하지 않고, 그 사람이나 사물에 대하여 추론한 성격에 기초한 누군가 혹은 무언가로 낙인찍는 것이다.

## 같이 보기
- 분열 (심리학)
- 인지 트라이어드
- 인지행동치료
- 자동적 사고
- 합리정서행동치료